# Čtyři dny v Dunkerku 2022
66. ročník etapového cyklistického závodu Čtyři dny v Dunkerku se konal mezi 3. a 8. květnem 2022 ve francouzském regionu Hauts-de-France. Celkovým vítězem se stal Belgičan Philippe Gilbert z týmu Lotto–Soudal. Na druhém a třetím místě se umístili Belgičan Oliver Naesen (AG2R Citroën Team) a Brit Jake Stewart (Groupama–FDJ). Závod byl součástí UCI ProSeries 2022 na úrovni 2.Pro.

## Týmy
Závodu se zúčastnilo 6 z 18 UCI WorldTeamů, 8 UCI ProTeamů a 4 UCI Continental týmy. Všechny týmů nastoupily na start se sedmi závodníky kromě týmů AG2R Citroën Team, Groupama–FDJ a Team DSM se šesti jezdci. Závod tak odstartovalo 123 jezdců. Do cíle v Dunkerku dojelo 103 z nich.
UCI WorldTeamy
- AG2R Citroën Team
- Cofidis
- Groupama–FDJ
- Intermarché–Wanty–Gobert Matériaux
- Lotto–Soudal
- Team DSM

UCI ProTeamy
- Alpecin–Fenix
- Arkéa–Samsic
- B&B Hotels–KTM
- Bingoal Pauwels Sauces WB
- Burgos BH
- Human Powered Health
- Sport Vlaanderen–Baloise
- Team TotalEnergies

UCI Continental týmy
- Go Sport–Roubaix–Lille Métropole
- Nice Métropole Côte d'Azur
- St. Michel–Auber93
- Team U Nantes Atlantique

## Trasa a etapy
| Etapa         | Datum         | Trasa                        | Vzdálenost | Typ     | Typ            | Vítěz                   |
| ------------- | ------------- | ---------------------------- | ---------- | ------- | -------------- | ----------------------- |
| 1             | 3. května     | Dunkerk – Aniche             | 161,1 km   |         | Rovinatá etapa | Arvid de Kleijn (NED)   |
| 2             | 4. května     | Béthune – Maubege            | 181,5 km   |         | Rovinatá etapa | Jason Tesson (FRA)      |
| 3             | 5. května     | Péronne – Mont-Saint-Éloi    | 170 km     |         | Zvlněná etapa  | Philippe Gilbert (BEL)  |
| 4             | 6. května     | Mazingarbe – Aire-sur-la-Lys | 170,8 km   |         | Zvlněná etapa  | Lionel Taminiaux (BEL)  |
| 5             | 7. května     | Roubaix – Cassel             | 183,7 km   |         | Zvlněná etapa  | Gianni Vermeersch (BEL) |
| 6             | 8. května     | Ardres – Dunkerk             | 182,9 km   |         | Rovinatá etapa | Gerben Thijssen (BEL)   |
| Celková délka | Celková délka | Celková délka                | 1050 km    | 1050 km | 1050 km        | 1050 km                 |

## Průběžné pořadí
| Etapa          | Vítěz             | Celkové pořadí      | Bodovací soutěž | Vrchařská soutěž | Soutěž mladých jezdců | Soutěž týmů  |
| -------------- | ----------------- | ------------------- | --------------- | ---------------- | --------------------- | ------------ |
| 1              | Arvid de Kleijn   | Arvid de Kleijn     | Arvid de Kleijn | Milan Fretin     | Jason Tesson          | Groupama–FDJ |
| 2              | Jason Tesson      | Jason Tesson        | Jason Tesson    | Alex Colman      | Jason Tesson          | Groupama–FDJ |
| 3              | Philippe Gilbert  | Arvid de Kleijn     | Jason Tesson    | Alex Colman      | Gerben Thijssen       | Arkéa–Samsic |
| 4              | Lionel Taminiaux  | Evaldas Šiškevičius | Jason Tesson    | Alex Colman      | Gerben Thijssen       | Arkéa–Samsic |
| 5              | Gianni Vermeersch | Philippe Gilbert    | Jason Tesson    | Alex Colman      | Jake Stewart          | Lotto–Soudal |
| 6              | Gerben Thijssen   | Philippe Gilbert    | Jason Tesson    | Alex Colman      | Jake Stewart          | Lotto–Soudal |
| Konečné pořadí | Konečné pořadí    | Philippe Gilbert    | Jason Tesson    | Alex Colman      | Jake Stewart          | Lotto–Soudal |

## Konečné pořadí
| Legenda | Legenda                         | Legenda | Legenda                               |
| ------- | ------------------------------- | ------- | ------------------------------------- |
|         | Označuje lídra celkového pořadí |         | Označuje lídra vrchařské soutěže      |
|         | Označuje lídra bodovací soutěže |         | Označuje lídra soutěže mladých jezdců |
|         | Označuje vítěze soutěže týmů    |         |                                       |

### Celkové pořadí
| Pořadí | Jezdec                    | Tým                                | Čas         |
| ------ | ------------------------- | ---------------------------------- | ----------- |
| 1      | Philippe Gilbert (BEL)    | Lotto–Soudal                       | 25h 00' 26" |
| 2      | Oliver Naesen (BEL)       | AG2R Citroën Team                  | + 4"        |
| 3      | Jake Stewart (GBR)        | Groupama–FDJ                       | + 5"        |
| 4      | Benjamin Thomas (FRA)     | Cofidis                            | + 10"       |
| 5      | Baptiste Planckaert (BEL) | Intermarché–Wanty–Gobert Matériaux | + 10"       |
| 6      | Hugo Hofstetter (FRA)     | Arkéa–Samsic                       | + 12"       |
| 7      | Lorrenzo Manzin (FRA)     | Team TotalEnergies                 | + 13"       |
| 8      | Julien Simon (FRA)        | Team TotalEnergies                 | + 14"       |
| 9      | Romain Cardis (FRA)       | St. Michel–Auber93                 | + 16"       |
| 10     | Damien Touzé (FRA)        | AG2R Citroën Team                  | + 18"       |

### Bodovací soutěž
| Pořadí | Jezdec                      | Tým                                | Body |
| ------ | --------------------------- | ---------------------------------- | ---- |
| 1      | Jason Tesson (FRA)          | St. Michel–Auber93                 | 43   |
| 2      | Gerben Thijssen (BEL)       | Intermarché–Wanty–Gobert Matériaux | 36   |
| 3      | Arvid de Kleijn (NED)       | Human Powered Health               | 28   |
| 4      | Lionel Taminiaux (BEL)      | Alpecin–Fenix                      | 25   |
| 5      | Hugo Hofstetter (FRA)       | Arkéa–Samsic                       | 24   |
| 6      | Philippe Gilbert (BEL)      | Lotto–Soudal                       | 22   |
| 7      | Lorrenzo Manzin (FRA)       | Team TotalEnergies                 | 21   |
| 8      | Pierre Barbier (FRA)        | B&B Hotels–KTM                     | 20   |
| 9      | Stanislaw Aniołkowski (POL) | Bingoal Pauwels Sauces WB          | 20   |
| 10     | Clément Russo (FRA)         | Arkéa–Samsic                       | 13   |

### Vrchařská soutěž
| Pořadí | Jezdec                    | Tým                              | Body |
| ------ | ------------------------- | -------------------------------- | ---- |
| 1      | Alex Colman (BEL)         | Sport Vlaanderen–Baloise         | 40   |
| 2      | Michael Gogl (AUT)        | Alpecin–Fenix                    | 17   |
| 3      | Louis Blouwe (BEL)        | Bingoal Pauwels Sauces WB        | 11   |
| 4      | Samuel Leroux (FRA)       | Go Sport–Roubaix–Lille Métropole | 10   |
| 5      | Matthieu Ladagnous (FRA)  | Groupama–FDJ                     | 9    |
| 6      | Milan Fretin (BEL)        | Sport Vlaanderen–Baloise         | 8    |
| 7      | Evaldas Šiškevičius (LTU) | Go Sport–Roubaix–Lille Métropole | 6    |
| 8      | Cyril Barthe (FRA)        | B&B Hotels–KTM                   | 5    |
| 9      | Robert Stannard (AUS)     | Alpecin–Fenix                    | 4    |
| 10     | Gilles De Wilde (BEL)     | Sport Vlaanderen–Baloise         | 4    |

### Soutěž mladých jezdců
| Pořadí | Jezdec                | Tým                                | Čas         |
| ------ | --------------------- | ---------------------------------- | ----------- |
| 1      | Jake Stewart (GBR)    | Groupama–FDJ                       | 25h 00' 31" |
| 2      | Andreas Kron (DEN)    | Lotto–Soudal                       | + 13"       |
| 3      | Hugo Page (FRA)       | Intermarché–Wanty–Gobert Matériaux | + 17"       |
| 4      | Joris Delbove (FRA)   | St. Michel–Auber93                 | + 54"       |
| 5      | Ward Vanhoof (BEL)    | Sport Vlaanderen–Baloise           | + 1' 12"    |
| 6      | Samuel Watson (GBR)   | Groupama–FDJ                       | + 1' 12"    |
| 7      | Hugo Toumire (FRA)    | Cofidis                            | + 1' 32"    |
| 8      | Paul Lapeira (FRA)    | AG2R Citroën Team                  | + 1' 38"    |
| 9      | Laurence Pithie (NZL) | Groupama–FDJ                       | + 1' 39"    |
| 10     | Ruben Apers (BEL)     | Sport Vlaanderen–Baloise           | + 1' 52"    |

### Soutěž týmů
| Pořadí | Tým                                | Čas         |
| ------ | ---------------------------------- | ----------- |
| 1      | Lotto–Soudal                       | 75h 02' 34" |
| 2      | B&B Hotels–KTM                     | + 16"       |
| 3      | St. Michel–Auber93                 | + 28"       |
| 4      | Cofidis                            | + 46"       |
| 5      | Groupama–FDJ                       | + 51"       |
| 6      | AG2R Citroën Team                  | + 55"       |
| 7      | Intermarché–Wanty–Gobert Matériaux | + 1' 13"    |
| 8      | Alpecin–Fenix                      | + 1' 39"    |
| 9      | Go Sport–Roubaix–Lille Métropole   | + 2' 21"    |
| 10     | Team TotalEnergies                 | + 3' 51"    |